# نوار غزه (فیلم)
نواره غزه  (به انگلیسی: Gaza Strip) مستند بلند سینمایی محصول سال ۲۰۰۲ میلادی به کارگردانی «جیمز لانگلی» است.
این فیلم درد ها و سختی های مردم نوار غزه را بیان میکند. درد های کودکانی که برای رفتن به مدرسه سربازان اسرائیلی جلوی انان را میگیرند و با دلی شکسته به خانه باز میگردند.این فیلم به طور کامل شرایط بد زندگی که اسرائیلی ها برای مردمان فلسطین به وجود اورده اند را روایت میکند.
مستند داستان نو. جوان ۱۳ ساله محمد حجازی است.